# Serge Monast
Serge Monast (n. 1945 – d. 5 decembrie 1996) este un jurnalist de investigații din Quebec, poet, eseist. Este cel mai cunoscut pentru Proiectul Blue Beam (NASA). Lucrările sale privind conspirația masonică și Noua Ordine Mondială sunt populare în toată lumea.

## Biografie
Între anii 1970 și 1980, Monast a fost un jurnalist, poet și eseist. El a fost un membru activ al Parti Crédit social din Canada.
La începutul anilor 1990 a început să scrie pe tema Noua Ordine Mondială și conspirații organizate de societăți secrete, fiind influențat foare mult de lucrările lui William Guy Carr.
El a fondat AIPL - l' Agence Internationale de Presse libre, unde a publicat cele mai multe din lucrările sale asupra acestor teme, realizând și o emisiune de televiziune Ésotérisme Expérimental cu ufologul Richard Glenn, în care și-a avertizat publicul în repetate rânduri despre pericolele guvernului mondial.
În 1994, el a publicat Proiectul Blue Beam (NASA), în care își detaliază ipoteza conform căreia NASA, cu ajutorul Organizației Națiunilor Unite, încercă să pună în aplicare o nouă religie mondială  New Age cu Antihristul la conducere și să înceapă astfel o Noua Ordine Mondială prin intermediul unei a doua veniri a lui Hristos simulată tehnologic. El a prezentat mai multe discuții pe acest subiect.
În 1995, el a publicat lucrarea sa cea mai detaliată, Les Protocoles de Toronto (6. 6. 6), inspirată de Protocoalele Înțelepților Sionului, în care el a descris un grup masonic numit 6. 6. 6, care va iniția, în douăzeci de ani, o Nouă Ordine Mondială care va controla mintea fiecărui om.
În 1995 și 1996, Monast a spus că este vânat de autorități și de poliție pentru implicarea sa în publicarea de informații interzise. A murit în mod suspect de un atac de cord în casa lui din decembrie 1996, în vârstă de 51 de ani, a doua zi după ce a fost arestat și a petrecut o noapte în închisoare. Susținătorii lui susțin că moartea sa a fost suspectă, sugerând că a fost asasinat cu arme psihotronice, pentru a împiedica continuarea investigațiilor sale, și că, personajul interpretat de Mel Gibson în filmul din 1997 Teoria conspirației a fost realizat după viața lui Monast.
Copii după lucrările sale încă circula pe internet, și au influențat mai târziu pe unii teoreticieni cum ar fi predicatorul evanghelic american Texe Marrs. Unele dintre lucrările sale au fost relansate de către editorul francez Delacroix Jacques.

## Publicații
- Testament contre hier et demain. Manifeste de l'amour d'ici, self-published, 1973.
- Jean Hébert, Chartierville, self-published, 1974.
- Jos Violon: Essai d'investigation littéraire sur le comportement du Québécois,  self-published, 1975, 1977.
- (with Colette Carisse, Aimé Lebeau and Lise Parent) La famille: mythe et réalité québécoise, "Rapport présenté au Conseil des affaires sociales et de la famille", vol. 1, Conseil des affaires sociales et de la famille, 1974, 1976.
- L'Habitant, Éditions de l'Aube, 1979.
- L'Aube des brasiers nocturnes. Essai sur l'amour, Éditions de l'Aube, 1980.
- Cris intimes: poésie, Éditions de l'Aube, 1980.
- La Création irrécupérable: essai, Éditions de l'Aube, 1981.
- Méditations sur les dix commandements de Dieu, Éditions de l'Aube, 1983.
- La médaille de saint Benoît ou La croix de saint Benoît, Courrier de Saint Joseph, 1984?.
- Il est minuit moins quinze secondes à Ottawa: de l'impossible dualité canadienne à l'éclatement d'une Guerre civile, dossier d'enquête journalistique, La Presse Libre Nord-Américaine, 1992.
- "Présentation" de René Bergeron, Le corps mystique de l'antéchrist, Montréal, Presse libre nord-américaine, "Dossiers chocs", 1993 (reprint of 1941 book)
- Le gouvernement mondial de l'Antéchrist, journalisme d'enquête international, "La conspiration mondiale des Illuminatis", vol. 1, Éditions de la Presse libre, 1994.
- The United Nations concentration camps program in America, "Coup d'État and war preparations in America", book 1, Presse libre nord-américaine, 1994.
- Vaccins, médecine militaire expérimentale, cristaux liquide, dossier d'enquête journalistique - CIA, Presse libre nord-américaine, 1994.
- Project Blue Beam (NASA), Presse libre nord-américaine [1994].
- Le Protocole de Toronto (6.6.6.). Québec année zéro, International free press agency, 1995.
- Le Contrôle total 666, Cahier d'Ouranos hors série, coll. "Enquêtes-Études-Réflexions" by Commission d'Études Ouranos.
- Dévoilement du complot relatif au plan du chaos et de marquage de l´Humanité, Éditions Delacroix.
- Le Complot des Nations Unies contre la Chrétienté, Éditions Rinf, 1995.